# Języki w Zakonie Maltańskim

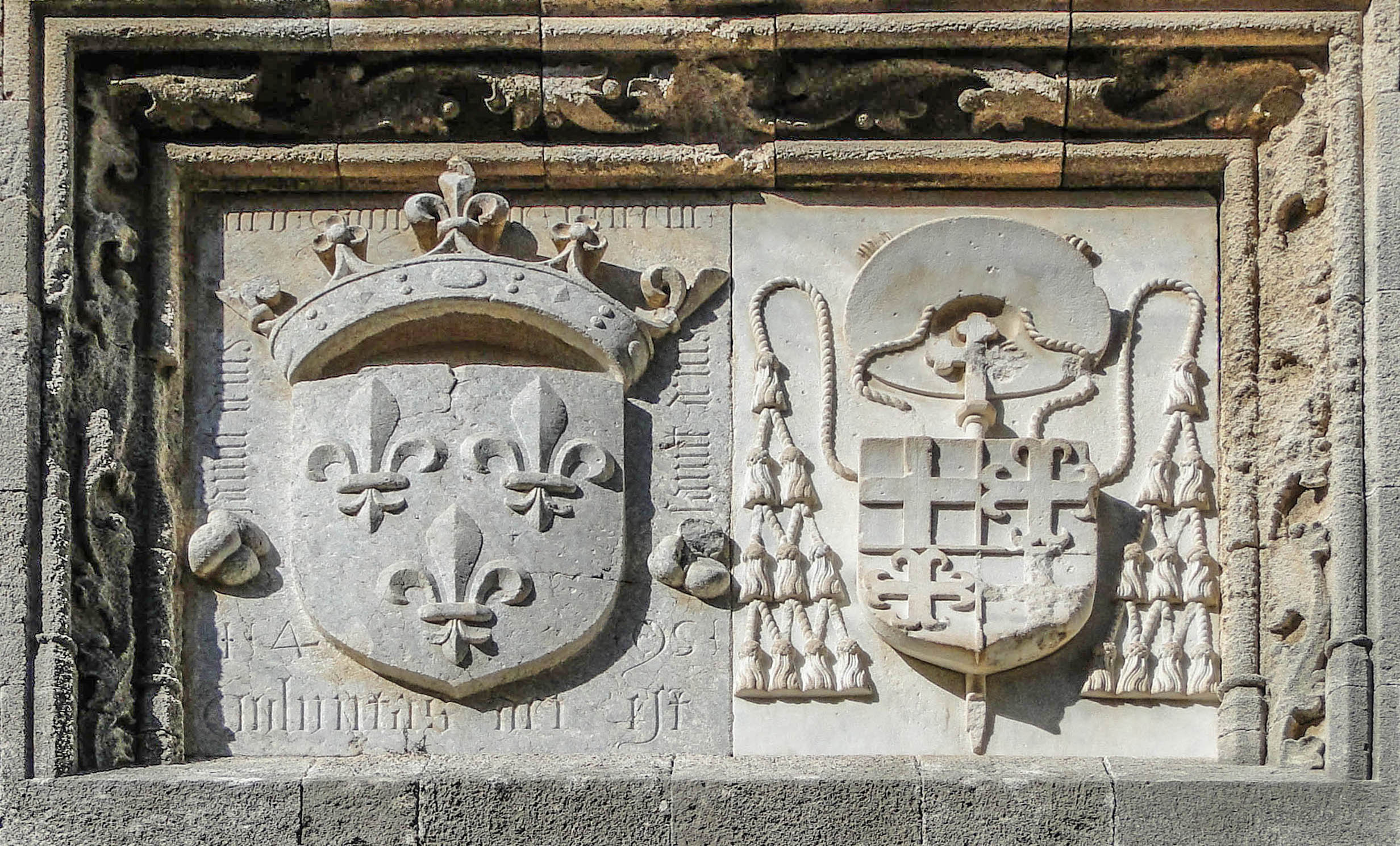
Tarcza herbowa języka Francji (po lewej) oraz Wielkiego Mistrza Pierre d’Aubusson (po prawej) na ścianie Zajazdu Francuskiego w Rodos

Język lub mowa (ang. langue, tongue, wł. lingua) – był to dział Zakonu św. Jana z Jerozolimy (znanego też jako Zakon Joannitów), utworzony dla celów administracyjnych, istniejący pomiędzy rokiem 1319 a 1798. Określenie to dotyczyło etnolingwistycznego podziału geograficznego członków zakonu i jego posiadłości. Każdy język posiadał zajazd (auberge) jako swoją kwaterę główną, niektóre z nich przetrwały do czasów dzisiejszych (w Rodos, Birgu i Valletcie).

## Historia
Zakon Rycerzy Szpitalników zaczął nabierać cech państwa po nabyciu na początku XIV wieku Rodos i pobliskich wysp. Podział Zakonu na langues zainicjowany został w roku 1319 podczas obrad Kapituły Generalnej w Montpellier. Każdy z języków podzielony był na priories lub grand priories, bailiwicks i commanderies.
Przywódca każdego langue był znany jako pilier. Zarządcy priories, bailiwicks i commandries otrzymywali tytuł „Knight Grand Cross” i byli upoważnieni do zasiadania, razem z piliers, w Zgromadzeniu Generalnym Zakonu. Oprócz tego przywódca każdego z języków miał własny rodzaj obowiązku wewnątrz Zakonu: francuskiego był „Szpitalnikiem” (Hospitaller), włoskiego „Admirałem Floty Zakonu”, angielskiego „Dowódcą Lekkiej Kawalerii”. 
Główna kwatera każdego langue znana była jako auberge (pol. zajazd). Zajazdy zostały zbudowane po raz pierwszy w mieście Rodos w późnym Średniowieczu. Po przeniesieniu się Zakonu na Maltę w roku 1530, w latach 1530.–1550. zajazdy zbudowano w Birgu, a następnie, począwszy od lat 1570., w Valletcie. 

## Podziałlangues
W XIV wieku, kiedy zbudowany został system języków, rycerze Zakonu podzieleni byli na siedem langues, w zależności od terenu pochodzenia:
- Langues Owernii, Francji i  Prowansji gromadziły rycerzy z terenu dzisiejszej północnej i środkowej Francji, zachodniej Szwajcarii i północno-zachodnich Włoch
- Langue Aragonii gromadził rycerzy z terenów dzisiejszego półwyspu Iberyjskiego (Hiszpania, Portugalia i Gibraltar) oraz Andorry i południowej Francji
- Langue Włoch gromadził rycerzy z terenów dzisiejszych Włoch, Korsyki i Dalmacji
- Langue Niemiec gromadził rycerzy z terenu całego Świętego Cesarstwa Rzymskiego, włącznie z jego częścią słowiańskojęzyczną, jak również Skandynawię, Węgry i Polskę
- Langue Anglii gromadził rycerzy z terenu Wysp Brytyjskich (razem ze Szkocją i Irlandią)[2].

W roku 1462 z langue Aragonii wydzielony został język Kastylii i Portugalii. Langue Anglii został zlikwidowany w połowie XVI wieku w następstwie Reformacji w Anglii, i kiedy w Birgu był jeszcze Zajazd Angielski, w Valletcie już go nie zbudowano. Język został odtworzony przez Wielkiego Mistrza Emmanuela de Rohan w roku 1784 jako Langue Anglo-Bawarski, który obejmował również rycerzy z Bawarii i Polski. Jego siedzibą był Zajazd Bawarski, zbudowany jako prywatny pałac.
W konkatedrze św. Jana w Valletcie, zbudowanej jako kościół zakonny Joannitów, znajdują się kaplice każdego z języków.
Langues zostały rozwiązane, gdy Zakon został usunięty z Malty w następstwie francuskiej inwazji i okupacji w roku 1798. W XIX wieku system języków został zastąpiony przez Grand Priories oraz National Associations.